# 西伊利诺伊大学
西伊利諾大學（英語：Western Illinois University）是一所位於美國伊利諾州馬科姆 (伊利諾州)的公立四年制大學，成立於1899年。當時成立時的校名叫西伊利諾州師範學校(Western Illinois State Normal School)。隨著學校發展，更名為西伊利諾州師範學院(Western Illinois State Teachers College)。之後學校開始提供研究所學位而再次更名為西伊利諾州學院(Western Illinois State College)。學院在莫林 (伊利諾州)還有校區。

## 排名
- 根據2025年美國新聞與世界報導，西伊利諾大學排在美國中西部區域性大學第57名[5]。

## 相關新聞
- 伊利諾州州長普立茲克設立「公立大學直接錄取計畫」(Public University Direct Admission Program)，符合資格的高中應屆畢業學生完全不需要主動申請大學，將自動收到大學的錄取通知，西伊利諾大學是此計劃內的大學[6]。

## 外部連結
- 西伊利諾大學官方網站

## 資料來源
1. ↑  工商時報:凋零的美國大學城
2. ↑  2025 American Council on Education
3. ↑  2025 The Institute of Education Sciences
4. ↑  Gov. Pritzker Announces $119 Million Investment in Western Illinois University
5. ↑  U.S.News Western Illinois University Rankings
6. ↑  大學根據高中成績免申請 伊州9大學將直接錄取新生